# Справочный энциклопедический словарь
Справочный энциклопедический словарь Края (под редакцией Старчевского) — русская универсальная (охватывающая весь круг знаний о мире и человеке) энциклопедия в 12 томах издателя немецкого происхождения Карла Карловича Края (в правописании того времени - словарь Крайя); первая оконченная энциклопедия на русском языке. Словарь публиковался в Санкт-Петербурге в 1847—1855 годы. Краткое именование — СЭС.
Примером для Словаря Края стали Энциклопедический лексикон Плюшара (1834—1841), «Военный энциклопедический лексикон» (1837—1850) барона Зедделера и др. Пометку «Издающийся под ред. А. Старчевского» имеют тома 3, 4, 7, 8 и 9. Словарь получил нелестную оценку в советской критике за «бесцветность», «компиляторство» статей и «выхолощенность» биографий.

### Содержание
- Tом первый: А — Аѳ. — Санкт-Петербург, 1847
- Tом второй: Б.  — СПб., 1849
- Tом третий: В и Г. — СПб., 1854
- Tом четвёртый: Д, Е, Ж и З. — СПб., 1855
- Tом пятый: И, І, К — Кап. — СПб., 1847
- Tом шестой: Кап — Кях. — СПб., 1847
- Tом седьмой: Л — Мар. — СПб., 1853
- Tом восьмой: Мас — Нюр. — СПб., 1854
- Tом девятый. Часть I: О и П. — СПб., 1854
- Tом девятый. Часть II: Р и С. — СПб., 1855
- Tом десятый: Т — У. — СПб., 1848
- Tом одиннадцатый: Ф, Х. — СПб., 1848
- Tом двенадцатый: Ц — Ѵ. — СПб., 1847